# Consejo Ejecutivo del Estado Libre Irlandés

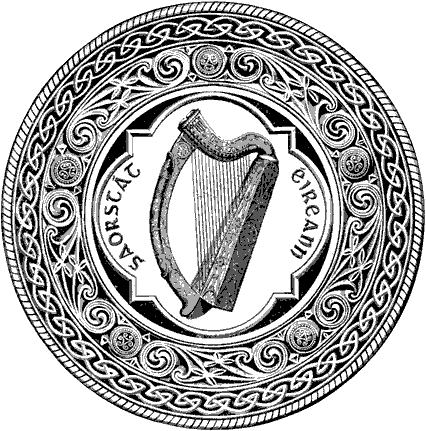
Escudo del Estado Libre Irlandés

El Consejo Ejecutivo (en irlandés: Ard-Chomhairle) fue el gabinete y de facto la rama ejecutiva del gobierno del Estado Libre Irlandés entre 1922 y 1937. Formalmente, la función del Consejo Ejecutivo fue ¨ayudar y aconsejar¨ al Gobernador General, quien era el representante del rey británico. En la práctica, sin embargo, fue el Consejo quien gobernó. El Consejo Ejecutivo incluía un primer ministro llamado Presidente del Consejo Ejecutivo y un primer ministro diputado llamado Vicepresidente.
El presidente del Consejo Ejecutivo era nombrado por el Gobernador General luego de haber sido nominado por el Dáil Éireann. Los miembros del Oireachtas (parlamento) y el resto de los ministros del gabinete eran nombrados por el presidente. El Consejo Ejecutivo podía ser removido por una moción de censura del Dáil.

## Visión general
La Constitución del Estado Libre Irlandés proveía que la autoridad ejecutiva era conferida en el Rey y ejercitada por su Gobernador General. Sin embargo, bajo el Artículo 51 este poder era similar al caso de Canadá en el que la autoridad real caía en el gabinete. en adición a ejercitar la autoridad ejecutiva, el Consejo Ejecutivo, por consejo del Gobernador General, tenía derecho a:
- Convocar y disolver el Parlamento - aunque este derecho no podía ser ejercitado por un gabinete que hubiera perdido la confianza del Dáil.
- Dirigir las Fuerzas de Defensa - aunque no podía envolver al estado en una guerra sin el consentimiento del Oireachtas.
- Nombrar jueces.
- Introducir un money bill en el Oireachtas.

Una vez el presidente del Consejo Ejecutivo era nombrado éste nominaba al Vicepresidente. El resto de los ministros del gabinete eran también nominados por el presidente pero tenía que ser aprobado en el Dáil. Inicialmente la constitución proveía que el Consejo Ejecutivo estaría compuesto por entre cinco y siete ministros (sin incluir su presidente), pero bajo una enmienda constitucional adoptada en 1927 este límite máximo se incrementó a doce.
en la eventualidad que el Consejo Ejecutivo perdiera el apoyo de la mayoría en el Dáil Éireann, el gabinete entero estaba obligado a renunciar. en el caso de que un Consejo Ejecutivo renunciara después de haber sido rechazado y el Dáil no pudiera convenir un nuevo Consejo, una situación llamada en inglés Catch-22 podía ser creada, en la cual la inhabilidad del Dáil de escoger un nuevo gabinete no podía ser resuelta convocando una elección general. Diferente al moderno Taoiseach de Irlanda, el presidente del Consejo Ejecutivo no tenía la autoridad de destituir ministros individualmente. Más que destituir un solo miembro, el consejo entero debía renunciar y ser reformado en bloque. Esto significa que la posición del Presidente era mucho más débil que la mayoría de los primeros ministros modernos.

## Historia
El Consejo Ejecutico fue establecido con la entrada en vigor de la Constitución del Estado Libre en 1922. Este reemplazó dos gabinetes previos, el Aireacht de la República Irlandesa y el Gobierno Provisional. El estado libre Irlandés tenía el estatus de dominio de la Mancomunidad de Naciones y el Consejo Ejecutivo irlandés deriva su nombre de órganos de gobierno encontrados en otros dominios, sin embargo, difiere de los consejos ejecutivos de otras naciones. Primero, fue un gabinete, mientras que los consejos ejecutivos de Australia y Nueva Zelanda cada uno servía como un ¨consejo privado del rey¨. Segundo, mientras en el Estado Libre Irlandés el presidente fue el Jefe de Gobierno, en Australia es el gobernador general quien formalmente es el presidente. Contrario a la práctica en Nueva Zelanda y Australia, los consejos ejecutivos de las provincias canadienses son más cercanas al rol del consejo Ejecutivo de Irlanda.
Bajo la Enmienda 27 de la Constitución del Estado Libre, adoptada en 1936, el cargo de gobernador General fue abolido. Durante los meses restantes del Estado Libre Irlandés, la autoridad ejecutiva y una serie de funciones del gobernador general fueron ejercitadas por el Consejo Ejecutivo directamente, pero en la práctica este cambio fue meramente simbólico. El Consejo Ejecutivo en si fue reemplazado en 1937 por un nuevo gabinete establecido bajo la nueva Constitución de Irlanda.

## Lista de Consejos Ejecutivos
| Dáil         | Año de elección                        | Consejo                | Presidente      | Vicepresidente  | Partido                                    | Partido |
| ------------ | -------------------------------------- | ---------------------- | --------------- | --------------- | ------------------------------------------ | ------- |
| Tercer Dáil  | Elección general de 1922               | 1.er Consejo Ejecutivo | W.T. Cosgrave   | Kevin O'Higgins | Sinn Féin (ala pro Tratado Anglo-Irlandés) |         |
| Cuarto Dáil  | Elección general de 1923               | 2.º Consejo Ejecutivo  | "               | "               | Cumann na nGaedhael                        |         |
| Quinto Dáil  | Elección general de junio de 1927      | 3.er Consejo Ejecutivo | "               | "               | Cumann na nGaedhael                        |         |
| Sexto Dáil   | Elección general de septiembre de 1927 | 4.º Consejo Ejecutivo  | "               | Ernest Blythe   | Cumann na nGaedhael                        |         |
|              | 1930                                   | 5.º Consejo Ejecutivo  | "               | "               | Cumann na nGaedhael                        |         |
| Séptimo Dáil | Elección general de 1932               | 6.º Consejo Ejecutivo  | Éamon de Valera | Seán T. O'Kelly | Fianna Fáil                                |         |
| Octavo Dáil  | Elección general de 1933               | 7.º Consejo Ejecutivo  | "               | "               | Fianna Fáil                                |         |
| Noveno Dáil  | Elección general de 1937               | 8.º Consejo Ejecutivo  | "               | "               | Fianna Fáil                                |         |

- Datos: Q5419833